# Горленко, Аким Иванович
Аки́м Ива́нович Горле́нко (укр. Яким Горленко; 1686 — † между 1750 и 1758) — генеральный судья Войска Запорожского.

## Биография
- Аким Горленко поступил на государственную службу в 1715 году, а в 1725 году получил должность Прилуцкого полкового писаря.
- В январе 1729 года получил звание генерального хорунжего в Генеральной войсковой канцелярии гетмана Даниила Апостола, на этой должности он проработал до февраля 1741 года[1].
- В 1737—1741 годах — параллельно занимал должность наказного гетмана[2]. Дважды избирался на должность Генерального судьи — на несколько недель в 1741 году и с мая 1745 по 1758 годы. В этот период он присутствовал на церемонии избрания гетмана Кирилла Разумовского в Глухове в феврале 1750 года[3][4].

В 1745 году императрица Елизавета Петровна грамотой от 17.11.1745 г. за номером 12 пожаловала Акиму Горленко земли в Малороссии.

## Семья
- Отец — Иван Лазаревич Горленко (ок. 1655 — ?) — сын прилуцкого полковника Лазаря Федоровича Горленко.
- Мать — Анна Петровна Кудар (ок. 1665 — до 1670) — дочь казака Прилуцкого полка.
- Жена — Мавра Давидовна Кирпич (? — ?) — дочь казака Прилуцкого полка.
- Дети — Степан, Анастасия, Ефросинья (жена корсунского полковника Фёдора Кандыбы), Пётр, Зиновия.
- Двоюродный брат — Андрей Дмитриевич Горленко — полковник Прилуцкого казачьего полка, отец будущего святителя Иоасафа Белгородского.